# 川本幸生
川本 幸生（かわもと ゆきお、1957年3月25日 - 2010年5月11日）は、日本の野球選手、アマチュア野球指導者。元広島県立広島商業高等学校総監督。

## 経歴
広島県広島市中区生まれ。広島市立国泰寺中学校卒業後、広島商業高校に入学。
広島商業高校2年の1973年（昭和48年）、夏の第55回全国高等学校野球選手権大会に二塁手として出場。当時のメンバーには達川光男、佃正樹、金光興二、楠原基らがいる。第45回選抜高等学校野球大会の準決勝では江川卓をエースとする作新学院を破り決勝に進出、横浜高校に破れるも、夏の選手権では静岡高を下し優勝に貢献。
広島商卒業後、広島修道大学を経て、1982年（昭和57年）、社会人野球のリッカーに入社、内野手として3年間プレーした。
1985年（昭和60年）8月、母校の広島商の監督に就任。1989年（平成元年）9月の退任まで春・夏合わせて3回甲子園出場。うち1988年（昭和63年）夏大会で優勝を果たした。
監督退任後は、NHKの高校野球解説者や、地元のタイル販売・施工会社の副社長などを務めた。
2006年（平成18年）7月29日には、広島商に監督として復帰するも、体調を崩し10ヶ月で退任し総監督に退いた。2009年（平成21年）春にはNHKの選抜高校野球で解説。3月29日の第3試合「習志野対利府」戦のラジオ中継での解説が最後となった。
2010年（平成22年）5月11日午前10時11分、大腸がんのため広島市の病院で死去。

## エピソード
- NHKで高校野球解説をしていた当時、実況アナウンサーからの「広島商業で選手としても監督としても全国制覇を果たされました」との紹介がお約束となっていた。

## 関連人物
- 迫田穆成 - 1973年夏の甲子園の広島商優勝時の監督。
- 達川光男 - 広島商時代のチームメイト。1973年夏の優勝メンバー。
- 佃正樹 - 同上。
- 金光興二 - 同上。
- 楠原基 - 同上。